# 天河街道 (巢湖市)
天河街道，是中华人民共和国安徽省合肥市巢湖市下辖的一个乡镇级行政单位。

## 行政区划
天河街道下辖以下地区：
巢湖闸社区、官圩社区、金码头社区、南苑社区、三合社区、望城社区、皖光社区、高峰村、天灯村、黄窑村和盛湾村。